# Pomacentrus lepidogenys
 Pomacentrus lepidogenys és una espècie de peix de la família dels pomacèntrids i de l'ordre dels perciformes.

## Morfologia
Els mascles poden assolir els 9 cm de longitud total.

## Distribució geogràfica
Es troba al Mar d'Andaman, Indonèsia, illes de Melanèsia, Tonga i Illes Ryukyu.